# Fontaine de Neptune (Munich)
Pour les articles homonymes, voir Fontaine de Neptune.
La Fontaine de Neptune (en allemand, Neptunbrunnen) est une fontaine située dans l'ancien jardin botanique de Munich, en Allemagne. Elle a été sculptée en 1937, à la demande du gouvernement National-Socialiste par Josef Wackerle. Une statue musclée de Neptune se dresse au milieu de la fontaine, tenant un trident à la main sur son épaule, au-dessus d'un cheval à queue de poisson surgissant de l'eau.